# 克里塞 (汝拉省)
克里塞（法語：Crissey，法語發音：[kʁisɛ]）是法国汝拉省的一个市镇，属于多勒区。

## 地理
克里塞（47°4'4"N, 5°29'0"E）面积4.81 平方千米，位于法国勃艮第-弗朗什-孔泰大區汝拉省，该省份为法国东部内陆省份，北起上索恩省，西北接科多尔省，西临索恩-卢瓦尔省，南至安省，东与杜省和瑞士接壤。
与克里塞接壤的市镇（或旧市镇、城区）包括：舒瓦塞、多勒、热夫里、帕尔塞、维莱特莱多勒。

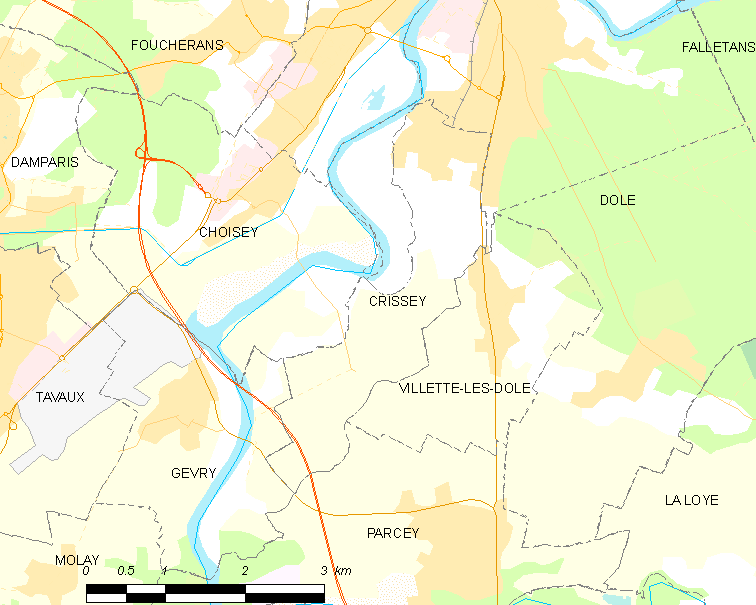
的OSM定位图

克里塞的时区为UTC+01:00、UTC+02:00（夏令时）。

## 行政
克里塞的邮政编码为39100，INSEE市镇编码为39182。

## 政治
克里塞所属的省级选区为多勒第二县。

## 人口

1962-2008年间人口变化图示

克里塞于2022年1月1日时的人口数量为685人。